# Polybia aequatorialis
Polybia aequatorialis är en getingart som beskrevs av Edoardo Zavattari 1906.
Polybia aequatorialis ingår i släktet Polybia och familjen getingar. Utöver nominatformen finns också underarten Polybia aequatorialis tristis.